# Anton Grigor'evič Rubinštejn
Anton Grigor'evič Rubinštejn (in russo Антон Григорьевич Рубинштейн?; Ofatinți, 28 novembre 1829 – Peterhof, 20 novembre 1894) è stato un compositore e pianista russo.

## Biografia

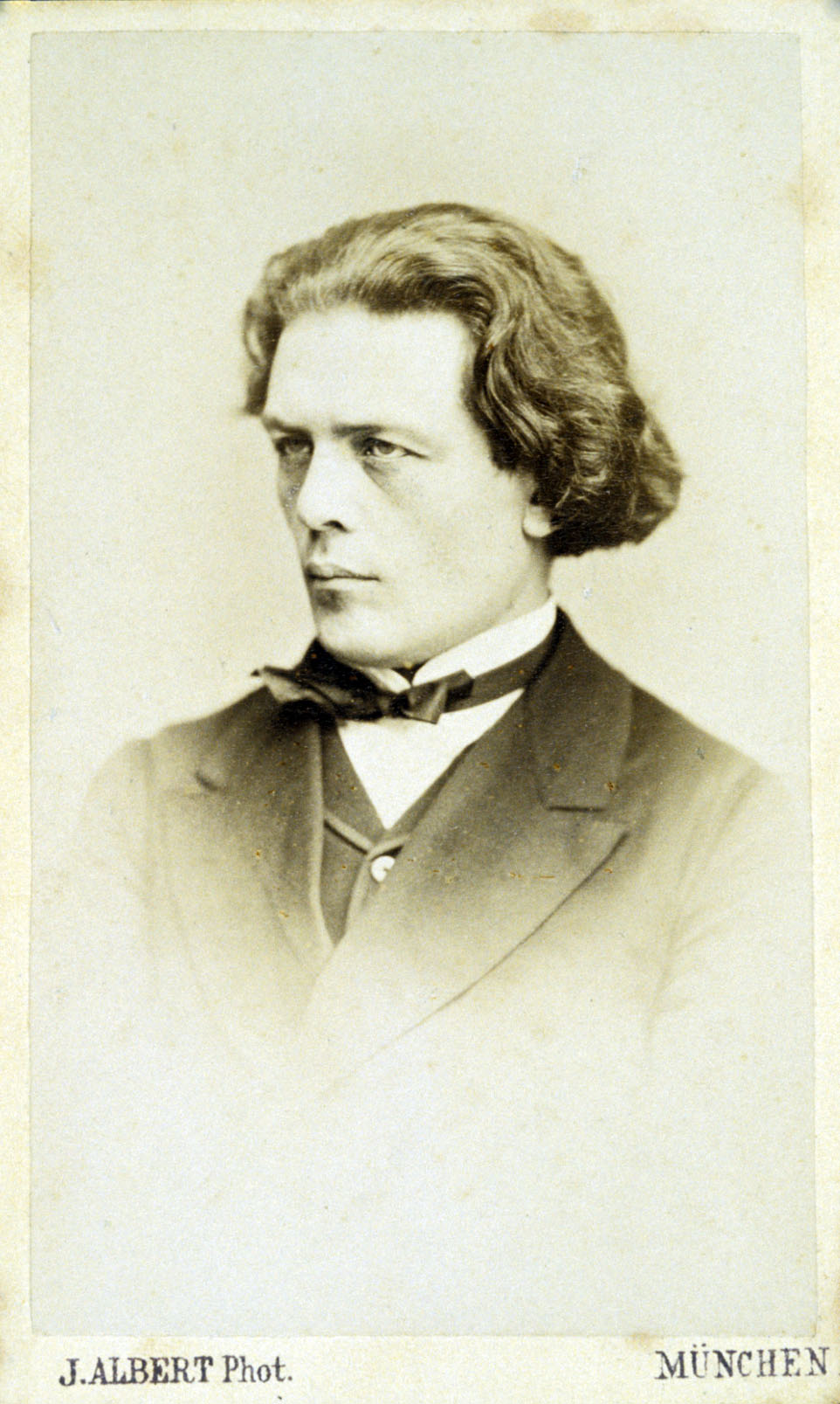
Anton Rubinštejn in una foto del 1861

La sua prima insegnante di musica fu la madre, poi proseguirà studiando a Mosca dove, a soli dieci anni, si esibisce come pianista in un concerto nel 1839. L'anno successivo era già pronto per iniziare una tournée che lo portò in tutta Europa. Qui ebbe modo di conoscere due grandi artisti, Fryderyk Chopin e Franz Liszt. Quest'ultimo ne rimarrà talmente affascinato, facendone un lusinghiero apprezzamento delle doti pianistiche possedute, da dargli persino in ultimo degli ottimi consigli.
Anton Rubinštejn poco per volta divenne l'erede di quel virtuosismo romantico che aveva avuto in Liszt per il pianoforte e Paganini per il violino i due massimi esponenti. Acquisì le caratteristiche dei tre maggiori esponenti sulla tecnica pianistica, quali erano Beethoven, Chopin e Liszt che ne formò in modo univoco il carattere pianistico, riuscendo a rivaleggiare, e poi a prevalere, anche sul più famoso contemporaneo, quel Thalberg che molti già davano come erede di Liszt.
Si stabilì per un certo periodo a Berlino per specializzarsi in composizione prima di trasferirsi in patria e precisamente a San Pietroburgo. Qui, insieme a Cesare Ciardi, un flautista italiano (era nato a Prato nel 1818) accreditato alla corte dello Zar quale esperto anche di opere italiane, fondò il primo conservatorio di musica in Russia, il Conservatorio di San Pietroburgo, di cui fu direttore in due periodi diversi: dal 1862, anno della sua fondazione, al 1867 e dal 1887 al 1890. In seguito fu suo fratello, Nikolaj Rubinštejn, compositore e insegnante, a fondarne un altro, il Conservatorio di Mosca e a diventarne anche lui direttore. Suo primo allievo di riguardo fu Pëtr Il'ič Čajkovskij, da lui stesso raccomandato al fratello per il ruolo di docente al Conservatorio di Mosca.
Fu anche il fondatore di quella scuola pianistica russa che aveva ben salde però le sue radici in quella occidentale, soprattutto quella tedesca; in quella scuola si formarono i migliori pianisti sovietici, che a loro volta portarono avanti la tradizione del grande maestro. Da qui nasceranno i vari Sergej Taneev, Lazar Berman, Vladimir Horowitz, Ėmil' Gilel's, Svjatoslav Richter. Istituì, nel 1890, il primo concorso russo per giovani pianisti, di cui fu anche il primo presidente; il musicista italiano Ferruccio Busoni vi partecipò vincendo il premio in composizione alla sua prima edizione. Si dedicava anche, molto di rado però, alla direzione d'orchestra. Suo rivale come concertista negli ultimi anni di vita fu anche Ignacy Paderewski, apprezzato inoltre dai suoi sostenitori, che in seguito ne prenderà il posto come unico successore e ne seguirà l'esempio recandosi in tournée nei teatri americani, strada aperta verso la seconda metà dell'Ottocento dallo stesso Rubinštejn insieme a Clara Schumann e ad Hans von Bülow.

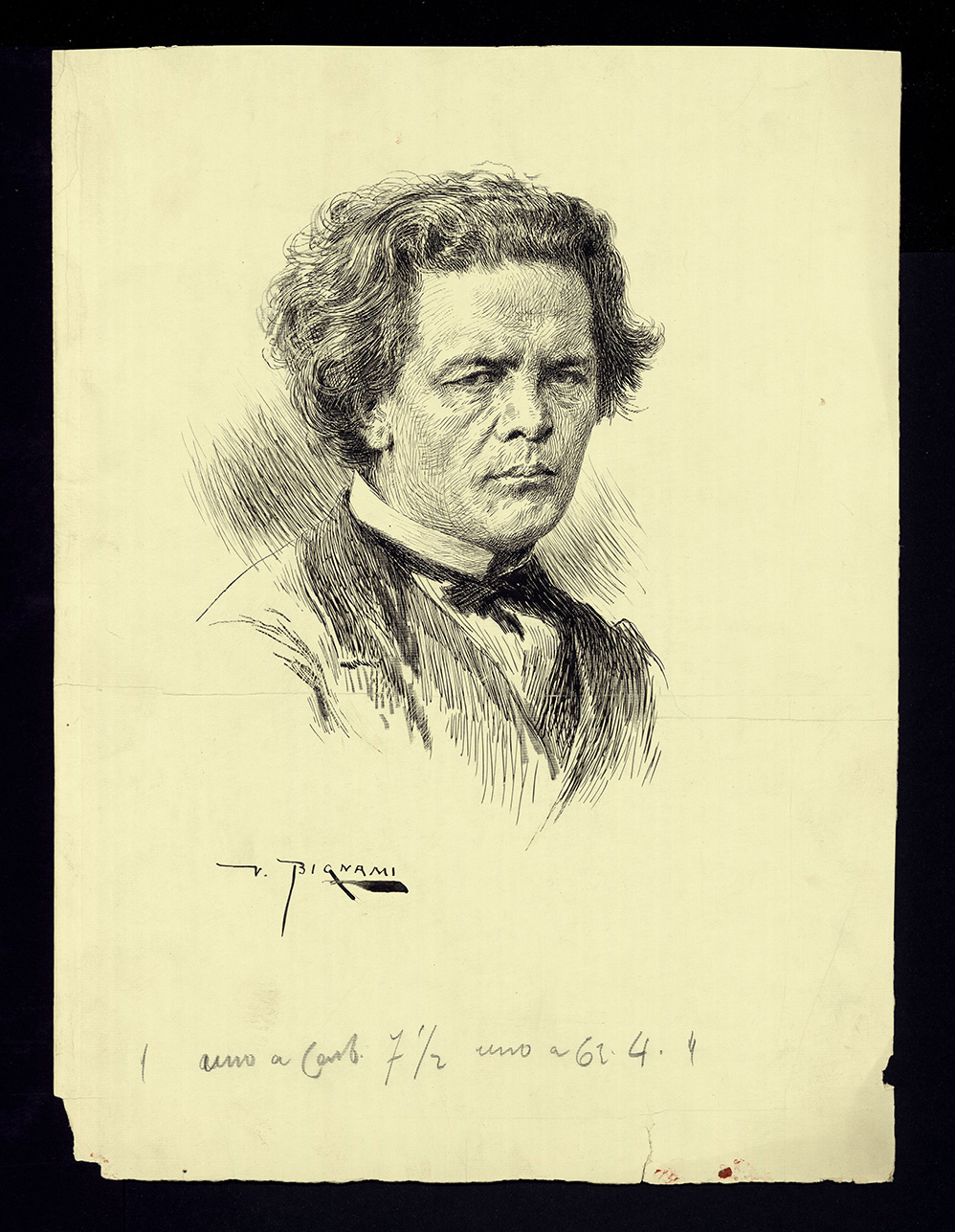
Litografia di Anton Grigorevic Rubinstein realizzata da Vespasiano Bignami (prima del 1929)

Compositore molto attivo, i suoi lavori non ebbero il successo che egli ottenne come virtuoso, tenendo concerti in tutto il mondo, in special modo in America, dove in circa duecentoquaranta giorni si esibì, tra il 1872 ed il 1873, in duecentoquindici concerti.